# Swain-Inseln
Die Swain-Inseln (englisch Swain Islands bzw. Swain Group) sind eine Gruppe kleiner Inseln und Rifffelsen vor der Budd-Küste des ostantarktischen Wilkeslands. Am nordöstlichen Ende des Archipels der Windmill-Inseln erstrecken sie sich 800 m nördlich der Clark-Halbinsel über eine Länge von 3 km. Zu dieser Gruppe gehören Berkley Island, Burnett Island, Cameron Island, Hailstorm Island, Honkala Island, der Bradford Rock, die Green Rocks, der Patterson Rock, der Quinn Rock, der Wonsey Rock, der Magee Rock und Wyche Island.
Erstmals kartiert wurden sie anhand von Luftaufnahmen der US-amerikanischen Operation Highjump (1946–1947) vom Februar 1947. Das Advisory Committee on Antarctic Names benannte sie 1956 nach Kenneth C. Swain (1923–1994), Teilnehmer an der Operation Highjump als Mitglied der Central Task Group und an der Operation Windmill (1947–1948).